# Andrej Chalimon
Andrej Chalimon (* 1. ledna 1990) je ruský herec. Českým divákům známý rolí ruského chlapce ve filmu Jana Svěráka Kolja. V roce 1996 byl oceněn filmovou cenou Český lev za nejlepšího herce ve vedlejší roli.
Kvůli ekonomické krizi v Rusku zůstal dva roky v Česku, kde začal chodit do školy a hrál v reklamě. K další filmové spolupráci však v Česku osloven nebyl, a proto se vrátil do Ruska, kde hrál v několika seriálech. V Rusku chtěl po základní a střední škole studovat divadelní produkci, nebyl ale přijat a vystudoval tak veřejnou správu. Pracoval u filmové produkce, jako prodejce elektrotechniky, dále na vojenském odvodovém úřadě, v roce 2019 se uváděl jako obchodník s luxusními hodinkami. Je svobodný a bezdětný.

## Výběr z filmografie
- Kolja 1996
- Mu-Mu 1998
- Prima la musica... poi le parole 2000